# Fausto Gardini
Fausto Gardini (Milano, 8 marzo 1930 – Forte dei Marmi, 17 settembre 2008) è stato un tennista italiano.
Fu sette volte campione italiano assoluto nel singolare (dal 1951 al 1955, nel 1961 e nel 1962) e vincitore degli Internazionali d'Italia nel 1955. Nel 1952 ha raggiunto la posizione n. 10 nel ranking di Harry Hopman e, nel 1955, la posizione n. 8 nella classifica di Ned Potter, in entrambi i casi relativamente ai tennisti non professionisti. Dal 1973 al 1975 è stato capitano non giocatore della squadra italiana di Coppa Davis.

## Biografia

### Carriera agonistica
Da junior ha vinto due titoli italiani di doppio, in coppia con Gianni Clerici, nel 1947 e 1948. Poi è stato, negli anni cinquanta e negli anni sessanta, uno dei migliori tennisti italiani, dopo il periodo di Gianni Cucelli e dei fratelli Del Bello, sino a quello di Nicola Pietrangeli e Orlando Sirola. Nel 1952, per migliorare il gioco, venne inviato dalla Federazione in California, insieme a Beppe Merlo, di tre anni più anziano. Fu allenato da Mark Tennant, che gli fece disputare anche alcuni incontri con i fuoriclasse Jack Kramer e Pancho Gonzales, già passati al professionismo.
Ha vinto il titolo italiano assoluto nel singolare ininterrottamente dal 1951 al 1955 e poi nel 1961 e nel 1962. Quattro di questi successi, tuttavia, li ha ottenuti giocando al Tennis Club Milano Alberto Bonacossa, cioè il circolo a cui era iscritto.
A Wimbledon, si è fermato agli ottavi di finale nel 1951, sconfitto da Frank Sedgman; nel 1952 al terzo turno e nel 1953 addirittura al primo, battuto da tennisti minori. Deludenti anche le prestazioni offerte nel doppio sull'erba londinese nel 1951 e nel 1953 in coppia rispettivamente con Rolando Del Bello (sconfitta al primo turno) e Giuseppe Merlo (sconfitta al secondo anche se di fronte a una coppia come Hartwig-Rose).
Negli altri tornei del Grand Slam, Gardini non è mai andato oltre i quarti di finale, raggiunti al Roland Garros nel 1953, nell'unica volta in cui fu classificato tra le teste di serie (la n. 8) di tale torneo. Non ha mai partecipato agli U.S. National Championships.
Agli Australian Championships 1953, dove era testa di serie n. 4, giunse al secondo turno, superando il giocatore di casa Cedric Mason e diventò il secondo dei cinque tennisti italiani ad aver vinto almeno un incontro nelle edizioni del torneo disputate su erba, insieme a Giorgio De Stefani, Nicola Pietrangeli, Sergio Tacchini e Claudio Pistolesi. Fu poi sconfitto al secondo turno dall'australiano Ian Ayre. Nel torneo di doppio dello stesso torneo, in coppia con l'australiano Clive Wilderspin, arrivò ai quarti di finale cedendo a Candy-Rose.
Tali risultati all'estero, non proprio all'altezza di quelli ottenuti in patria e soprattutto nella sua Milano, gli hanno fatto guadagnare l'immeritata fama di tennista "casalingo", mettendo in secondo piano le sue affermazioni nel Torneo di San Paolo del Brasile e di Algeri nel 1951, nei tornei di Barcellona e di Montevideo nel 1954 e quelle di Alessandria d'Egitto e Il Cairo nel 1955.
La sua vittoria più importante è stata comunque nel singolare agli Internazionali d'Italia, nel 1955, ottenuta in maniera rocambolesca contro Beppe Merlo. Nella finale infatti, Merlo, in vantaggio per due set a uno, con due match point nel quarto set, fu colpito dai crampi; in tali condizioni, dopo essersene procurato inutilmente un terzo, fu costretto al ritiro, sul 6-6, lasciando la vittoria "a tavolino" al tennista milanese. Nei turni precedenti, Gardini aveva comunque battuto nei quarti di finale lo statunitense Herbert Flam e in semifinale l'argentino Enrique Morea. Agli Internazionali d'Italia, oltre alla vittoria del 1955 per abbandono di Merlo, vanta un quarto di finale, nel 1952, quando perse dallo statunitense Budge Patty e una semifinale l'anno successivo quando, dopo aver battuto Rex Hartwig e Lennart Bergelin, ha dovuto cedere al fuoriclasse Lew Hoad in tre set. In Italia, nella prima parte della sua carriera, ha vinto inoltre due volte il Torneo di Genova (1950 e 1955), due volte quello di Venezia (1953-1954), a Sanremo (1955) e a Firenze (1955).
Ha esordito in Coppa Davis nel 1952, nel singolare, contro l'Egitto, battuto dall'Italia per 5-0. Con lui giocavano anche Rolando Del Bello e, nel doppio, Gianni Cucelli e Marcello Del Bello. La squadra arrivò sino alle finali interzone sull’erba australiana, battendo l’India per 3-2 ma perdendo con gli Stati Uniti per 5-0. Gardini vinse tutti gli incontri, tranne gli ultimi due contro gli statunitensi Seixas e Trabert. Nel 1953, dopo aver conquistato il punto nella giornata di apertura contro la Svezia, battendo Lennart Bergelin, perse entrambi i singolari contro il Belgio, determinanti per l'eliminazione dell'Italia. Nella Coppa Davis 1954 Gardini fu messo da parte, insieme a Giuseppe Merlo. Gli furono preferiti Marcello Del Bello e Orlando Sirola e poi fu promosso titolare l'esordiente Nicola Pietrangeli ma l'Italia, dopo il superamento del primo turno, non andò oltre i quarti di finali perdendo con la Svezia per 5-0. Sono comunque i primi segni di una rivalità tra il milanese e il più giovane Pietrangeli che si protrasse a lungo.
Gardini rientrò in Davis nel 1955 come titolare nel singolare, in uno squadrone comprendente anche il forte doppio Pietrangeli-Sirola. Il ruolino di marcia di questa squadra fu entusiasmante. Gardini conquistò entrambi i punti contro la Germania; batté il forte Kurt Nielsen, nei quarti di finale contro la Danimarca (fu poi lasciato a riposo una volta acquisito il risultato); stessa storia in semifinale contro la Gran Bretagna quando batté Billy Knight, e altre due vittorie nella finale europea, contro gli svedesi Lennart Bergelin e Sven Davidson. La prima sconfitta la subì nella finale interzone contro l'Australia, a Filadelfia, contro il fenomenale Lew Hoad in soli tre set (6-3, 6-2, 6-0) e non poté impedire l'eliminazione dell'Italia. Dopo di ciò, Gardini decise di abbandonare il tennis, ancora venticinquenne, per dedicarsi alla professione e alla famiglia.
Riprese l'attività agonistica nel 1960, in un ambiente ormai dominato dalla personalità di Nicola Pietrangeli, fresco vincitore al Roland Garros, in singolare e nel doppio, con Orlando Sirola. Quell'anno non fece nessuna apparizione in Coppa Davis perché come secondo singolarista gli si preferì Sirola e addirittura Sergio Tacchini come riserva. Rientrò in Davis nel 1961, schierato in semifinale contro la Francia al posto di un Sirola non in perfetta forma, battendo Gerard Pilet. Pose le basi per il successo italiano nella finale europea contro la Svezia (4-1), nell'incontro di apertura contro Ulf Schmidt, svoltosi nei campi milanesi dove era osannato, condizionando sfacciatamente i giudici, tutti italiani. Si giunse così alla finale interzone, al Foro Italico, contro gli Stati Uniti che si presentarono con una squadra di rincalzi. Nonostante ciò Douglas batté Gardini in apertura. Il punto decisivo fu ottenuto da Pietrangeli sullo stesso Douglas al terzo giorno in tre set. Infine Gardini chiuse il 4-1 con la vittoria su Reed. Nella finalissima con l'Australia gli fu nuovamente preferito Sirola, ritenuto più affidabile sulle superfici erbose.
In questa seconda parte della carriera, Gardini disputò pochissimi tornei all'estero e nessun Grand Slam. Ne vinse tre in Italiaː Reggio Calabria (1961), Palermo (1961) e Napoli (1962). Agli Internazionali d'Italia non andò oltre il terzo turno nel 1963 (sconfitta da Martin Mulligan in cinque set). Si prese però la soddisfazione di vincere ancora due volte il titolo di Campione italiano, nel 1961 e nel 1962, battendo in entrambi i casi Nicola Pietrangeli. Memorabile la vittoria del 1961 - ottenuta nuovamente al Bonacossa di Milano - quando vinse al quinto set, annullando ben otto match point al suo avversario.
Nel 1962 fu ancora protagonista di una buona Coppa Davis. La stagione iniziò con una vittoria per 5-0 contro l’Unione Sovietica, a Firenze. Proseguì con una vittoria per 4-1 contro l'Ungheria, con Gardini vincente in entrambi i match. Molto confortante il risultato di 5-0 contro la Gran Bretagna, in semifinale. Nella finale europea, a Båstad contro la Svezia, tuttavia, il doppio Pietrangeli-Sirola perse l'imbattibilità europea in Coppa Davis e Gardini, dopo aver conquistato il primo punto nella giornata di apertura (nuova vittoria su Schmidt) venne distrutto in tre set da Jan-Erik Lundquist (6-0, 6-2, 6-1). L'Italia fu eliminata per 4-1.
Il milanese fece le sue ultime apparizioni in Davis nel 1963, perdendo entrambi i singolari contro la Spagna, in un match perso dall'Italia 4-1. Il suo bilancio complessivo, in Coppa Davis, è di 38 incontri disputati con 29 vittorie. Nel 1965 si è ritirato definitivamente dall'attività agonistica.

### Caratteristiche tecniche
Nicola Pietrangeli ha detto di luiː «In uno sport fatto di silenzi e di gesti bianchi, lui sembrava un direttore d’orchestra: esigeva il silenzio. Chiedeva l’applauso. Era un campione che trascinava. La gente obbediva. Spaventava i giudici di linea. Dominava psicologicamente gli avversari. Fausto aveva dentro di sé una forza diabolica ... più che un tennista era un guerriero. Una forza della naturaǃ Bisognava vederlo in spogliatoio dopo i matchː rimaneva sdraiato sul lettino del massaggiatore pallido e immobile, come un morto. Me lo ricordo al Tennis Milano, dopo un incontro di Coppa Davis. Non riusciva più a riprendersi. Ricordo suo padre che gli dava le pacche sulle spalle per incoraggiarlo ... Lui era talmente sfinito che non era capace di rispondere né di aprire gli occhi.».

### Capitano non giocatore della squadra italiana di Coppa Davis
Nel 1965 la Commissione tecnica federale lo nomina capitano non giocatore della squadra italiana di Coppa Davis. A Pietrangeli la cosa non va giù. Le sue dichiarazioni alla stampa convincono il milanese a dimettersi senza essersi seduto nemmeno una volta in panchina.
Gardini dovrà attendere la fine della carriera di Pietrangeli per sedersi finalmente, nel 1973, sulla panchina di capitano non giocatore. Ha svolto tale incarico per sette match, sino al 1975.
Nel 1973, per i quarti della Zona B europea, l'Italia affrontò la Bulgaria sulla terra rossa di Reggio Emilia. Paolo Bertolucci portò in vantaggio i padroni di casa sconfiggendo Božidar Pampulov. Panatta concesse soltanto sei giochi a Ljuben Genov e, in coppia con Bertolucci, si aggiudicò anche la prova di doppio contro i gemelli Pampulov. A risultato acquisito Bertolucci e Panatta conquistarono anche gli ultimi due singolari, fissando il punteggio finale della sfida sul 5-0 per l'Italia. A quel punto Adriano Panatta fu squalificato dalla FIT e Gardini dovette rinunciarvi. Fu sostituito da Corrado Barazzutti, che nella semifinale disputata sulla terra battuta di Torino, vinse entrambi i singolari contro la Spagna, prima con Manuel Santana e poi con José Higueras, fornendo un contributo decisivo al successo dell'Italia sulla squadra iberica. La vittoria del medesimo ottenuta in cinque set contro Jan Kodes non fu, invece, sufficiente a evitare la sconfitta dell'Italia nella finale europea disputata contro la Cecoslovacchia sulla terra rossa di Praga.
Nel 1974, al Båstad Tennis Stadium di Båstad, l'Italia superò la Svezia con il punteggio di 3-2. Dopo il successo di Björn Borg su Paolo Bertolucci, Panatta vinse il singolare contro Leif Johansson. La coppia Panatta-Bertolucci conquistò il secondo punto per l'Italia superando il duo Borg-Bengtson. Il successo di Bertolucci su Johansson determinò la qualificazione dell'Italia alla finale della Zona A europea. Ininfluente fu pertanto la sconfitta subita da Panatta in carriera contro Borg. Dal 2 al 4 agosto l'Italia affrontò la Romania, nella finale della Zona A europea disputata sulla terra rossa di Mestre e vinta dagli "azzurri" per 3-2. Dopo la vittoria di Ilie Năstase su Corrado Barazzutti, Panatta sconfisse Ion Țiriac e, insieme a Paolo Bertolucci, vinse la determinante sfida contro la coppia Năstase-Tiriac (6-4, 8-6, 6-8, 4-6, 6-2). Il successo di Barazzutti su Tiriac rese ininfluente la sconfitta subita da Panatta contro Năstase. Nella semifinale Interzone, perduta 1-4 contro il Sudafrica, disputata dal 3 al 5 ottobre sul cemento dell'Ellis Park di Johannesburg, Panatta venne battuto da Raymond Moore. In doppio la prima sconfitta in Coppa Davis della coppia Panatta-Bertolucci, per opera di Hewitt-McMillan, sancì l'eliminazione dell'Italia, rendendo inutile l'incontro vinto da Panatta su Bob Hewitt a risultato ormai acquisito a favore del Sudafrica..
La carriera di Gardini come capitano non giocatore si concluse nel 1975 contro la Francia, allo Stade Roland Garros, con la sconfitta dell'Italia per 3-2. Panatta perse il primo singolare con François Jauffret. Corrado Barazzutti portò la situazione in parità battendo Patrice Dominguez. Panatta e Bertolucci si aggiudicarono la gara di doppio su Jauffret e Dominguez portando in vantaggio l'Italia, 2-1. Dominguez riportò la Francia in parità battendo Panatta. L'incontro decisivo vinto da Jauffret su Barazzutti decretò l'eliminazione dell'Italia dal torneo. A causa delle due sconfitte subite, Panatta divenne oggetto di aspre critiche da parte di stampa e opinione pubblica. Tuttavia, non potendo decidere di escludere il tennista più forte, la Federazione ritenne opportuno esonerare Fausto Gardini.

### La fine
Fausto Gardini è mancato il 17 settembre 2008, colto da infarto, nella sua casa di villeggiatura a Forte dei Marmi.

## Statistiche

### Singolare[16]

#### Vittorie (25)
| No. | Anno              | Torneo                                                    | Superficie  | Avversario in finale    | Punteggio            |
| 1.  | 9 luglio 1950     | Torneo Internazionale di Bodio, Bodio                     | ?           | Franz Weisz             | 6-2 6-4              |
| 2.  | 24 luglio 1950    | Torneo Internazionale di Deauville, Deauville             | Terra rossa | Jean Ducos de la Haille | 6-3 6-4 3-6 9-7      |
| 3.  | 27 agosto 1951    | Torneo di Cortina d'Ampezzo, Cortina d'Ampezzo            | Terra rossa | Giuseppe Merlo          | 1-6 6-3 6-4 6-3      |
| 4.  | 26 novembre 1951  | Torneo di São Paulo, San Paolo del Brasile                | Terra rossa | Andres Hammersley       | 3-6 7-5 6-4 4-6 6-1  |
| 5.  | 16 dicembre 1951  | Internazionali di Algeria, Algeri                         | Terra rossa | Paul Remy               | 7-5 6-1 6-3          |
| 6.  | 9 agosto 1953     | Torneo di Cava dei Tirreni, Cava dei Tirreni              | Terra rossa | Giuseppe Merlo          | 6-3 6-1 6-2          |
| 4.  | 6 settembre 1953  | Torneo di San Pellegrino, San Pellegrino                  | Terra rossa | Wladyslaw Skonecki      | 6-2 6-1 6-4          |
| 7.  | 10 aprile 1954    | Sanremo Tennis Cup, Sanremo                               | Terra rossa | Enrique Morea           | 6-1 2-6 6-3 6-2      |
| 8.  | 12 settembre 1954 | Torneo Internazionale di Venezia, Venezia                 | Terra rossa | Giuseppe Merlo          | 6-3 6-4 2-6 7-5      |
| 9.  | 7 novembre 1954   | Torneo internazionale del Brasile, Rio de Janeiro         | Terra rossa | Giuseppe Merlo          | 2-6 6-3 6-3 6-2      |
| 10. | 21 novembre 1954  | Torneo internazionale di Montevideo, Montevideo           | Terra rossa | Luis Ayala              | 6-4 6-2 7-9 8-6      |
| 11. | 26 dicembre 1954  | Torneo internazionale di Barcellona, Barcellona           | Terra rossa | Milan Branovic          | 4-6 6-3 6-1 6-1      |
| 12. | 2 gennaio 1955    | Torneo Internazionale del Nuovo Anno, Lisbona             | Cemento (i) | Anthony Vincent         | 6-1 6-4              |
| 13. | 27 marzo 1955     | Internazionali d’Egitto, Il Cairo                         | Terra rossa | Fred Kovaleski          | 6-4 6-2 1-6 11-9     |
| 14. | 25 aprile 1955    | Torneo Internazionale di Genova, Genova                   | Terra rossa | Art Larsen              | 6-4 6-8 6-2 6-2      |
| 15. | 2 maggio 1955     | Torneo Internazionale di Firenze, Firenze                 | Terra rossa | Giuseppe Merlo          | 3-6 1-6 6-0 6-0 rit. |
| 16. | 10 maggio 1955    | Internazionali d'Italia, Roma                             | Terra rossa | Giuseppe Merlo          | 6-1 1-6 3-6 6-6 rit. |
| 17. | 5 giugno 1955     | Torneo Internazionale di Hannover, Hannover               | Cemento     | Lennart Bergelin        | 4-6 6-3 6-1 6-3      |
| 18. | 11 settembre 1955 | Torneo di Varese, Varese                                  | Cemento     | Luis Ayala              | 4-6 9-11 6-3 6-0 7-5 |
| 19. | 1 maggio 1961     | Torneo Internazionale di Reggio Calabria, Reggio Calabria | Terra rossa | Sergio Tacchini         | 6-2 6-1 6-1          |
| 20. | 25 giugno 1961    | Torneo Internazionale di Milano, Milano                   | Terra rossa | Stefano Gaudenzi        | 6-3 6-2 6-1          |
| 21. | 15 agosto 1961    | Torneo di Viareggio, Viareggio                            | Terra rossa | Ronald Barnes           | 6-2 6-3 6-2          |
| 22. | 24 agosto 1961    | Coppa Porro Lambertenghi, Lesa                            | Terra rossa | William Álvarez         | 6-2 3-6 6-2 6-2      |
| 23. | 29 aprile 1962    | Campionato partenopeo, Napoli                             | Terra rossa | Sergio Tacchini         | 4-6 6-2 6-1 6-1      |
| 24. | 10 giugno 1962    | Torneo Internazionale Ignis, Comerio                      | Terra rossa | Nikki Pilic             | 6-4 6-3 6-3          |
| 25. | 24 giugno 1962    | Torneo Internazionale di Milano, Milano (2)               | Terra rossa | Patricio Rodríguez      | 6-3 6-2 6-1          |

#### Finali perse (23)
| No. | Anno | Torneo                                                       | Superficie  | Avversario in finale | Punteggio            |
| 1.  | 1950 | Torneo di Lugano, Lugano                                     | Terra rossa | Gianni Cucelli       | 2-6 6-2 6-3 6-2      |
| 2.  | 1951 | Torneo Internazionale di Oslo, Oslo                          | ?           | Eric Sturgess        | 4-6 6-4 5-7 8-6 6-3  |
| 3.  | 1951 | Internazionali di Argentina, Buenos Aires                    | Terra rossa | Enrique Morea        | 6-3 6-1 6-3          |
| 4.  | 1951 | Torneo di San Pellegrino, San Pellegrino                     | Terra rossa | Gianni Cucelli       | 4-6 7-5 6-4 6-2      |
| 5.  | 1952 | Campionati Internazionali di Sicilia, Palermo                | Terra rossa | Jaroslav Drobný      | 1-6 6-4 6-4 6-4      |
| 6.  | 1952 | Torneo di Riccione, Riccione                                 | Terra rossa | Jaroslav Drobný      | 6-0 2-4 rit.         |
| 7.  | 1952 | Torneo di Viareggio, Viareggio                               | Terra rossa | Jaroslav Drobný      | 7-5 6-3 6-2          |
| 8.  | 1952 | Torneo di San Pellegrino, San Pellegrino (2)                 | Terra rossa | Jaroslav Drobný      | 1-6 6-0 6-4 6-1      |
| 9.  | 1952 | Torneo Internazionale di Venezia, Venezia                    | Terra rossa | Jaroslav Drobný      | 5-7 3-6 6-4 7-5 6-4  |
| 10. | 1953 | Internazionali di Germania, Amburgo                          | Terra rossa | Budge Patty          | 6-3 6-2 6-3          |
| 11. | 1954 | Internazionali di Alessandria d'Egitto, Alessandria d'Egitto | Terra rossa | Enrique Morea        | 6-2 6-0 5-7 6-3      |
| 12. | 1954 | Internazionali di Tunisia, Tunisi                            | Terra rossa | Budge Patty          | 4-6 6-3 6-2 6-4      |
| 13. | 1954 | Campionati Internazionali di Sicilia, Palermo (2)            | Terra rossa | Jaroslav Drobný      | 1-6 6-4 6-4 6-4      |
| 14. | 1954 | Torneo Internazionale di Genova, Genova                      | Terra rossa | Enrique Morea        | 6-3 7-5 6-4          |
| 15. | 1954 | Torneo Internazionale di São Paulo, San Paolo del Brasile    | Terra rossa | Jaroslav Drobný      | 6-2 4-6 5-7 6-2 6-4  |
| 16. | 1955 | Torneo Internazionale di Messina, Messina                    | Terra rossa | Nicola Pietrangeli   | 6-4, 9-7, 6-2        |
| 17. | 1955 | Campionato partenopeo, Napoli                                | Terra rossa | Giuseppe Merlo       | 6-1 6-3 6-4          |
| 18. | 1955 | Torneo di Baden Baden, Baden Baden                           | Terra rossa | Budge Patty          | 6-1 8-6 6-1          |
| 19. | 1959 | Torneo di Viareggio, Viareggio (2)                           | Terra rossa | Mike Davies          | 6-4 3-6 6-2 6-4      |
| 20. | 1961 | Torneo Internazionale di Venezia, Venezia (2)                | Terra rossa | Manuel Santana       | 7-5 5-7 6-4 1-6 10-8 |
| 21. | 1962 | Torneo Internazionale di Reggio Calabria, Reggio Calabria    | Terra rossa | Neale Fraser         | 6-3, 6-3, 4-6, 6-3   |
| 22. | 1962 | Coppa Ambrosoli, Como                                        | Terra rossa | Nicola Pietrangeli   | 6-2, 6-2             |
| 23. | 1965 | Torneo Viareggio, Viareggio (2)                              | Terra rossa | Nicola Pietrangeli   | 6-3, 6-3, 12-10      |

### Doppio

#### Finali perse (1)
| No. | Anno | Torneo                                    | Superficie  | Compagno      | Avversari in finale               | Punteggio          |
| 1.  | 1955 | Torneo Internazionale di Messina, Messina | Terra rossa | Antonio Maggi | Nicola Pietrangeli Orlando Sirola | 0-6, 6-3, 6-2, 6-4 |

### Doppio misto[18]

#### Vittorie (1)
| No. | Anno | Torneo                                     | Superficie  | Compagna         | Avversari in finale               | Punteggio     |
| 1.  | 1961 | Torneo di Reggio Calabria, Reggio Calabria | Terra rossa | Renate Ostermann | Margaret Hellyer Carlos Fernandes | 6-2, 2-6, 6-2 |

#### Finali perse (4)
| No. | Anno | Torneo                                                       | Superficie  | Compagno          | Avversari in finale          | Punteggio     |
| 1.  | 1954 | Torneo Internazionale di Genova, Genova                      | Terra rossa | Patricia Ward     | Elaine Watson Orlando Sirola | 2-6, 6-3, 6-4 |
| 2.  | 1954 | Torneo Internazionale di Rio de Janeiro, Rio de Janeiro      | Terra rossa | Silvana Lazzarino | C. Carvalho Tony Mottram     | 6-3, 6-1      |
| 3.  | 1955 | Internazionali d’Egitto, Il Cairo                            | Terra rossa | Silvana Lazzarino | Angela Mortimer Hugh Stewart | 6-2, 6-3      |
| 4.  | 1955 | Internazionali di Alessandria d'Egitto, Alessandria d'Egitto | Terra rossa | Silvana Lazzarino | Angela Mortimer Hugh Stewart | 6-3, 6-0      |